# روبرت راوشنبرغ
ميلتون إرنست (روبرت) راوشنبرغ (22 أكتوبر 1925-12 مايو 2008)، رسام وفنان غرافيك أمريكي. اشتهر راوشنبرغ بمجموعاته (1954-1964)، وهي مجموعة من الأعمال الفنية التي تضمنت الأشياء اليومية كمواد فنية والتي طمست الفروق بين الرسم والنحت. كان راوشنبرغ رسامًا ونحاتًا، لكنه عمل أيضًا في التصوير الفوتوغرافي والطباعة وصناعة الورق.
حصل راوشنبرغ على العديد من الجوائز خلال مسيرته الفنية التي استمرت نحو 60 عامًا. من أبرزها الجائزة الدولية الكبرى في الرسم في بينالي البندقية الثاني والثلاثين عام 1964 والميدالية الوطنية للفنون في عام 1993.
عاش راوشنبرغ وعمل في مدينة نيويورك وعلى جزيرة كابتيفا، فلوريدا، حتى وفاته في 12 مايو 2008.

## الحياة والوظيفة
وُلد راوشنبرغ ميلتون إرنست راوشنبرغ في بورت آرثر، تكساس، ابن دورا كارولينا (ني ماتسون) وإرنست. كان والده من أصول ألمانية وأمه من أصل هولندي. عمل والده في شركة غولف. كان والداه من المسيحيين الأصوليين. كان لديه أخت صغيرة تدعى جانيت بيجنود.
في سن 18، قُبل راوشنبرغ في جامعة تكساس في أوستن حيث بدأ دراسة علم العقاقير، لكنه ترك الدراسة بعد فترة وجيزة بسبب صعوبة الدورات الدراسية — لم يكن مدركًا في هذه المرحلة أنه يعاني من عسر القراءة — وبسبب عدم رغبته في تشريح ضفدع في صف علم الأحياء. جُنّد في البحرية الأمريكية في عام 1944. ومقره في كاليفورنيا، عمل تقنيًا للأمراض العصبية والنفسية في مستشفى للبحرية حتى خروجه في عام 1945 أو 1946.
درس راوشنبرغ بعد ذلك في معهد مدينة كانساس للفنون وفي أكاديمية جوليان في باريس، فرنسا، حيث التقى بزميلته في كلية الفنون سوزان ويل. في ذلك الوقت، قام أيضًا بتغيير اسمه من ميلتون إلى روبرت. في عام 1948، انضم راوشنبرغ إلى ويل في التسجيل في كلية بلاك ماونتين في نورث كارولينا.
من عام 1949 إلى عام 1952، درس راوشنبرغ مع فاتسلاف فيتلاسيل وموريس كانتور في رابطة طلاب الفنون في نيويورك، حيث التقى بزملائه الفنانين نوكس مارتن وسي تومبلي.
تزوج راوشنبرغ من سوزان ويل في صيف عام 1950 في منزل عائلة ويل في أوتر آيلاند، كونيتيكت. ولد طفلهما الوحيد كريستوفر في 16 يوليو 1951. انفصلا في يونيو 1952 وتطلقا في عام 1953. بعد ذلك، أقام راوشنبرغ العديد من العلاقات الرومانسية مع زملائه الفنانين، من بين آخرين. كان شريكه في آخر 25 عامًا من حياته الفنان داريل بوتورف، مساعده السابق.
اشترى راوشنبرغ منزل الشاطئ، أول ممتلكاته في جزيرة كابتيفا، في 26 يوليو 1968. ومع ذلك، لم يصبح العقار مقر إقامته الدائم حتى خريف عام 1970.
توفي راوشنبرغ بسبب قصور في القلب في 12 مايو 2008، في جزيرة كابتيفا، فلوريدا.

## المعارض
أقام راوشنبرغ معرضه الفردي الأول في معرض بيتي بارسونز في ربيع عام 1951. في عام 1953، أثناء وجوده في إيطاليا، نظم كل من إيرين برين وغاسبيرو ديل كورسو أول معرض أوروبي له في معرضهما الشهير في روما. عام 1953، دعت إليانور راوشنبرغ للمشاركة في معرض مشترك. في معرضه الفردي الثاني في نيويورك في معرض تشارلز إيغان عام 1954، قدم راوشنبرغ لوحاته التي أنجزها عام 1953. أقام ليو كاستيلي معرضًا منفردًا لمجموعة راوشنبرغ في عام 1958.
نُظم أول معرض استعادي لمسيرة راوشنبرغ من قبل المتحف اليهودي، نيويورك، في عام 1963. في عام 1964 أصبح من أوائل الفنانين الأمريكيين الذين فازوا بالجائزة الكبرى الدولية في الرسم في بينالي البندقية (كان مارك توبي وجيمس ويسلر قد فازا سابقًا بجوائز الرسم بين عامي 1895 و 1958 على التوالي). نظمت المجموعة الوطنية للفنون الجميلة (الآن متحف سميثسونيان للفنون الأمريكية)، في واشنطن العاصمة، معرضًا استعاديًا لمنتصف الحياة المهنية، وتنقّل في جميع أنحاء الولايات المتحدة بين عامي 1976 و1978.
في التسعينيات، أقيم معرض استعادي في متحف سالامون. قُدّم المعرض في متحف متروبوليتان للفنون، نيويورك (2005؛ سافر إلى متحف الفن المعاصر، لوس أنجلوس، مركز جورج بومبيدو، باريس، ومودينا موسيت، ستوكهولم، حتى عام 2007). نُظّم أول معرض استعادي لروشنبرغ بعد وفاته عام 2016؛ انتقل إلى متحف الفن الحديث، نيويورك، ومتحف سان فرانسيسكو للفن الحديث حتى عام 2017.

## الإرث
كان راوشنبرغ يؤمن بقوة الفن كمحفز للتغيير الاجتماعي. بدأ معرضه للتبادل الثقافي لما وراء البحار عام 1984 كمحاولة لإثارة حوار دولي وتعزيز التفاهم الثقافي من خلال التعبير الفني. عُرض معرض روسيه في المعرض الوطني للفنون، العاصمة، عام 1991، واختتم جولة في عشرة بلدان: المكسيك، وتشيلي، وفنزويلا، والصين، والتبت، واليابان، وكوبا، والاتحاد السوفيتي، وألمانيا، وماليزيا.
عام 1970، أنشأ راوشنبرغ برنامجًا يسمى التغيير، لإعطاء منح لمرة واحدة تصل قيمتها إلى 1000 دولار للفنانين المرئيين على أساس الحاجة المالية. في عام 1990، أنشأ راوشنبرغ مؤسسة تحمل اسمه لتعزيز الوعي بالمسائل التي يهتم بها، مثل السلام العالمي والبيئة والقضايا الإنسانية. في عام 1986، حصل راوشنبرغ على جائزة غولدن بلايت من الأكاديمية الأمريكية للإنجاز. حصل على الميدالية الوطنية للفنون من قبل الرئيس بيل كلينتون في عام 1993. في عام 2000، كُرّم راوشنبرغ بجائزة أمفار للتميز للمساهمات الفنية في مكافحة الإيدز.

## السوق الفني
في 2010 (لوحة الرسم في الاستوديو 1960-1961)، إحدى مجموعات راوشنبرغ المقدرة في الأصل بمبلغ يتراوح ما بين 6 و9 ملايين دولار، اشترتها مجموعة مايكل كريكتون مقابل 11 مليون دولار في كريستيز، نيويورك. في عام 2019، باعت كريستيز اللوحة مقابل 88.8 مليون دولار، محطمة الرقم القياسي السابق.
في أوائل السبعينيات، ضغط راوشنبرغ على الكونغرس الأمريكي لتمرير مشروع قانون من شأنه تعويض الفنانين عند إعادة بيع أعمالهم في السوق. بدأ راوشنبرغ كفاحه من أجل حقوق إعادة بيع أعمال الفنانين. جرت مكافأة الجهود التي قام بها راوشنبرغ عام 1976 عندما وقّع حاكم ولاية كاليفورنيا جيري براون على قانون ملكية إعادة البيع في كاليفورنيا لعام 1976. استمر الفنان في متابعة تشريعات حقوق إعادة البيع على الصعيد الوطني بعد انتصاره في كاليفورنيا.